# Willem de Beveren
Pour les articles homonymes, voir Beveren.
Willem Aernout de Beveren, né le 4 décembre 1749 à Middelbourg et mort le 17 juin 1820 à La Haye, est un homme politique néerlandais, membre de la Régence d'État, l'organe exécutif de la République batave, de 1801 à 1805.

## Biographie
Willem de Beveren est issu d'une famille de régents de la province de Zélande. Il est diplômé en droit à l'université d'Utrecht en 1768 et devient, de 1770 à 1782, vice-pensionnaire de Middelbourg. Entre 1774 et 1795, il siège aux États de Zélande et les représente aux États généraux des Provinces-Unies de 1786 à 1795.
À la suite de la Révolution batave en 1795, Beveren préside l'assemblée provisoire de Zélande. Il est élu député de Middelbourg à la première assemblée nationale batave en février 1796. Fédéraliste, il en assure la présidence entre le 17 et le 30 mai 1796. Il est membre du comité des Relations extérieures. Beveren est réélu député en août 1797 après la convocation d'une seconde assemblée constituante. Lors du coup d'État du 22 janvier 1798, Beveren fait partie des députés fédéralistes arrêtés et est libéré le 12 juin. 
Il se tient à l'écart de la politique jusqu'en janvier 1801, lorsqu'il entre au Conseil asiatique, chargé de gérer les colonies néerlandaises depuis la dissolution de la VOC. La même année, Beveren est nommé à la Régence d'État, où il siège à la section de la Marine et des Colonies. Le 29 avril 1805, la régence est remplacée par un grand-pensionnaire en la personne de Rutger Jan Schimmelpenninck. Beveren entre alors au service de la magistrature des eaux jusqu'à l'incorporation de la Hollande à l'Empire français. De 1814 à sa mort, il fait partie de la Cour suprême des Finances et des Affaires maritimes.